# Slottet Ambras

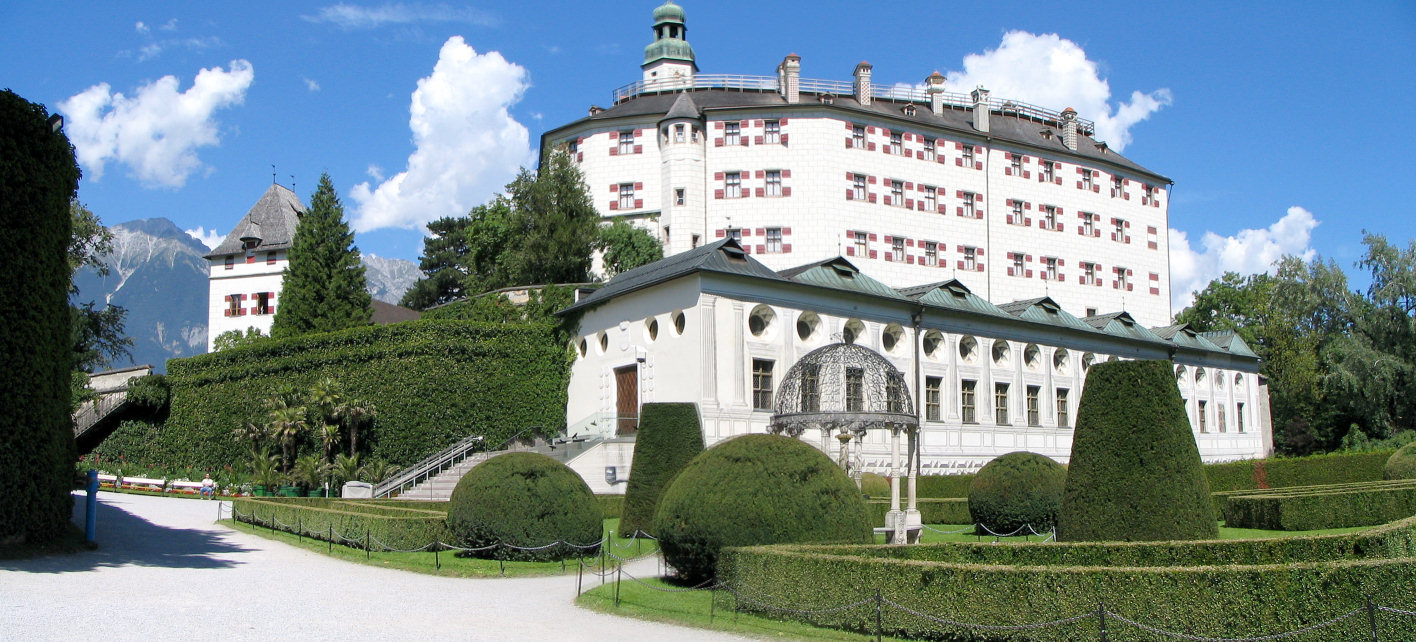
Slottet Ambras.

Slottet Ambras är ett kejserligt bergsslott i Tyrolen, nära Innsbruck, på en klippa vid floden Inn (628 meter över havet).
Slottet var tidigare de tyrolska grevarnas huvudslott. Det är berömt genom de rika samlingar av målningar, handskrifter, rustningar, vapen med mera, som där samlades av ärkehertig Ferdinand II, son till kejsar Ferdinand I, sedan 1563 ståthållare i Tyrolen. Samlingarna är sedan 1806 funna under namnet Ambraser Sammlung i Wien.